# Václav I. Saský
Václav I. Saský (1337 – 15. květen 1388) byl v letech 1370–1388 vévoda sasko-wittenberský, kurfiřt saský a kníže lüneburský.
Pocházel z rodu Askánců. Václav byl synem Rudolfa I. a jeho třetí manželky Anežky z Lindowa.

## Vláda
Roku 1370 Václav vystřídal svého bratra Rudolfa II. V roce 1376 se zúčastnil volby Václava IV. Německým králem a v roce 1377 stanul v Altmarku po boku císaře Karla IV.
Při obléhání Celle náhle zemřel na těžkou nemoc.

## Potomci
- Rudolf III. (†1419), vévoda sasko-wittenberský a kurfiřt 1388–1419
- Václav (†1402)
- Erich (†jako dítě)
- Anna (†1426)
- Albrecht III. (†1422), vévoda sasko-wittenberský a kurfiřt saský 1419–1423
- Margareta Saská